# Campeonato Mundial de Tiro al Plato de 2009
El XXXIII Campeonato Mundial de Tiro al Plato se celebró en Maribor (Eslovenia) entre el 6 y el 17 de agosto de 2009 bajo la organización de la Federación Internacional de Tiro Deportivo (ISSF) y la Federación Eslovena de Tiro Deportivo.
Las competiciones se realizaron en el Centro de Tiro Gaj de la ciudad eslovena. 

## Resultados

### Masculino
| Evento               | Oro                                     | Plata                                  | Bronce                           |
| -------------------- | --------------------------------------- | -------------------------------------- | -------------------------------- |
| Foso (09.08)         | Marián Kovačócy · Eslovaquia · 146 pts. | Massimo Fabbrizi · Italia · 145+1 pts. | Oğuzhan Tüzün Turquía 145+0 pts. |
| Foso (equipos)       | Italia · 362                            | Eslovaquia · 361                       | República Checa · 361            |
| Doble foso (13.08)   | Francesco D'Aniello · Italia · 190      | Jeffrey Holguin Estados Unidos 186+2   | Wang Nan China 186+0             |
| Doble foso (equipos) | Estados Unidos 430                      | Italia · 421                           | Reino Unido 418                  |
| Skeet (16.08)        | Vincent Hancock Estados Unidos 149      | Georgios Achilleos Chipre 148          | Ennio Falco · Italia · 147       |
| Skeet (equipos)      | Estados Unidos 366 RM                   | Finlandia · 361                        | Dinamarca 361                    |

- RM –  récord mundial

### Femenino
| Evento          | Oro                               | Plata                              | Bronce                                    |
| --------------- | --------------------------------- | ---------------------------------- | ----------------------------------------- |
| Foso (11.08)    | Jessica Rossi · Italia · 92 pts.  | Irina Laricheva · Rusia · 90 pts.  | Satu Mäkelä-Nummela · Finlandia · 89 pts. |
| Foso (equipos)  | Italia · 211                      | Reino Unido 207                    | San Marino 204                            |
| Skeet (11.08)   | Christine Brinker · Alemania · 95 | Sutiya Jiewchaloemmit Tailandia 94 | Katiuscia Spada · Italia · 93             |
| Skeet (equipos) | Rusia · 211                       | Italia · 209                       | Eslovaquia · 204                          |

## Medallero
| Núm. | País            | Oro | Plata | Bronce | Total |
| ---- | --------------- | --- | ----- | ------ | ----- |
| 1    | Italia          | 4   | 3     | 2      | 9     |
| 2    | Estados Unidos  | 3   | 1     | 0      | 4     |
| 3    | Eslovaquia      | 1   | 1     | 1      | 3     |
| 4    | Rusia           | 1   | 1     | 0      | 2     |
| 5    | Alemania        | 1   | 0     | 0      | 1     |
| 6    | Finlandia       | 0   | 1     | 1      | 2     |
|      | Reino Unido     | 0   | 1     | 1      | 2     |
| 8    | Chipre          | 0   | 1     | 0      | 1     |
|      | Tailandia       | 0   | 1     | 0      | 1     |
| 10   | China           | 0   | 0     | 1      | 1     |
|      | Dinamarca       | 0   | 0     | 1      | 1     |
|      | República Checa | 0   | 0     | 1      | 1     |
|      | San Marino      | 0   | 0     | 1      | 1     |
|      | Turquía         | 0   | 0     | 1      | 1     |
|      | TOTAL           | 10  | 10    | 10     | 30    |